# Agrias brevitaenia
Agrias brevitaenia är en fjärilsart som beskrevs av Peter William Michael 1930. Agrias brevitaenia ingår i släktet Agrias och familjen praktfjärilar. Inga underarter finns listade i Catalogue of Life.